# 圣皮埃尔迪梅尼勒
圣皮埃尔迪梅尼勒（法語：Saint-Pierre-du-Mesnil，法語發音：[sɛ̃ pjɛʁ dy mɛnil]）是法国厄尔省的一个旧市镇，位于该省西南部，属于贝尔奈区。2016年1月1日，圣皮埃尔迪梅尼勒和相邻的另外15个市镇合并为新市镇乌什地区梅尼勒（Mesnil-en-Ouche）。

## 地理
圣皮埃尔迪梅尼勒（48°56'5"N, 0°34'37"E）面积7.92 平方千米，位于法国诺曼底大区厄尔省，该省份为法国北部内陆省份，北起滨海塞纳省，西接奧恩省和卡爾瓦多斯省，南至厄尔-卢瓦省，东临瓦兹省、瓦兹河谷省和伊夫林省。
圣皮埃尔迪梅尼勒的时区为UTC+01:00、UTC+02:00（夏令时）。

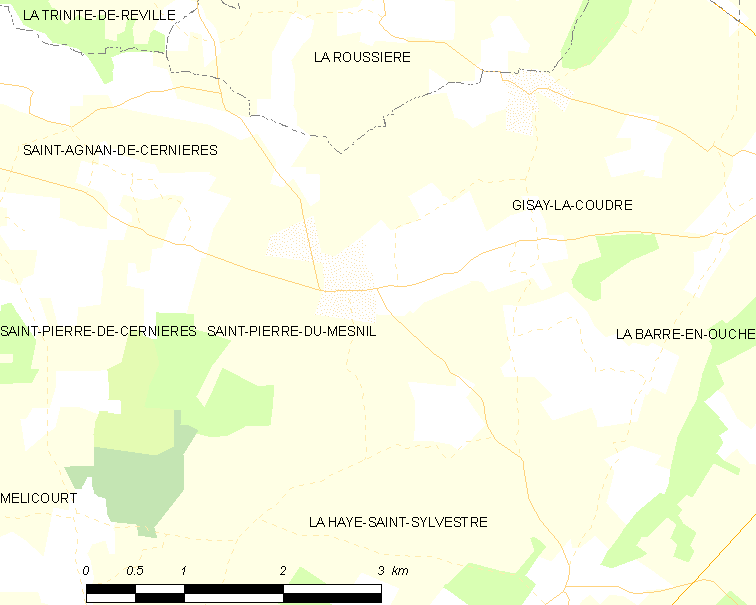
圣皮埃尔迪梅尼勒的OSM定位图

## 行政
圣皮埃尔迪梅尼勒的邮政编码为27330，INSEE市镇编码为27596。

## 政治
圣皮埃尔迪梅尼勒所属的省级选区为贝尔奈县。

## 人口

1962-2008年间圣皮埃尔迪梅尼勒人口变化图示

圣皮埃尔迪梅尼勒于2018年1月1日时的人口数量为93人。